# Arthur Obst
Arthur Obst (* 26. September 1866 in Wittenberge; † 30. Dezember 1936 in Hamburg) war ein deutscher Lehrer und Journalist.

## Leben
Obst besuchte 1876‒86 die Gelehrtenschule des Johanneums und studierte in Tübingen und Berlin Geschichte, klassische Philologie und Philosophie. Er schloss seine Studien mit der Promotion zum Dr. phil. ab. Anschließend war er als Privatlehrer in Hamburg tätig. Ab Juni 1891 leitete er die Redaktion des Cuxhavener Tageblatts und war ab dem 1. Dezember 1892 Mitglied der Redaktion des Hamburger Fremdenblatts. Er war auch Vorsitzender des Verbandes deutscher Journalisten- und Schriftstellervereine.

## Werke (Auswahl)
- Verfassungsgeschichte Hamburgs bis zum Jahre 1300.
- Die Hamburger 1812 im russischen Feldzuge. Richard Hermes, Hamburg 1912, S. 48 (uni-hamburg.de).
- Aus Hamburgs Lehrjahren. Kulturhistorische und topographische Skizzen [Historische Bibliothek Hermes; Bd.II]. Hamburg, Richard Hermes, o. J.[1912].
- Geschichte der hamburgischen Bürgervereine. Festschrift zur Feier des 25jährigen Bestehens des Zentralausschusses Hamburgischer Bürgervereine am 10. Juni 1911. Boysen & Maasch, Hamburg 1911, S. 183 (uni-hamburg.de).
- Die Nachtigall (Märchendichtung nach Andersen), 1894.
- Arthur Obst: Landen und Stranden im Projekt Gutenberg-DE
- Johann Grandauer, Arthur Obst: Grandauer's Gedenkbuch des Hamburgischen Amtes Ritzebüttel. Cuxhaven 1892 (uni-hamburg.de).
- Die Insel Neuwerk: geschichtliche Darstellung. Rauschenplat, Cuxhaven 1888 (uni-hamburg.de).

### Beiträge in Schriften
- Aus der Geschichte der Hamburgischen Tageszeitungen. In: Die Reklame. Zeitschrift des Vereins Deutscher Reklamefachleute. Band 16, Nr. 165/166, 1923, S. 321–324 (uni-hamburg.de).
- Die Hamburger Presse in der Franzosenzeit. In: Zeitschrift des Vereins für Hamburgische Geschichte. Band 18, 1914, S. 170–196 (uni-hamburg.de).
- Der Beobachter an der Alster. In: Zeitschrift des Vereins für Hamburgische Geschichte. Band 14, 1909, S. 355–365 (uni-hamburg.de).
- Arthur Obst: Elb-Pavillons Geschichte und Ende. In: Literatur und Unterhaltungs-Blatt. Beilage des „Hamburger Fremden-Blattes“. 27. April 1901, S. [2/22], (Digitalisat)
- Die Familie Lappe. In: Zeitschrift des Vereins für Hamburgische Geschichte. Band 10, 1899, S. 541–554 (uni-hamburg.de).

### Mitarbeit
- mit Otto Kiesel, August Holler: Die alten hamburgischen Friedhöfe. Ihre Entstehung u. ihre Beziehungen zum städtischen u. geistigen Leben Alt-Hamburgs. Broscheck & Co, Hamburg 1921, S. 99, urn:nbn:de:101:1-201707164424.